# Bedivere

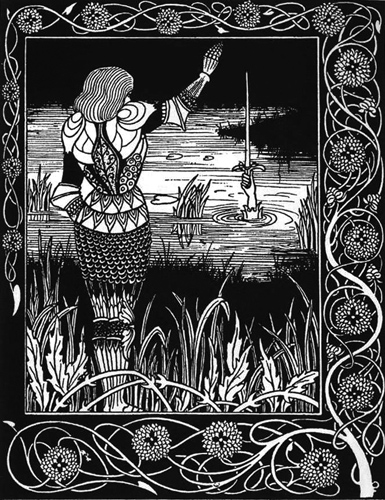
How Sir Bedivere Cast the Sword Excalibur into the Water (Jak sir Bedivere hodil meč Excalibur do jezera). Namaloval Aubrey Beardsley, 1894.

V Artušovských legendách, sir Bedivere (velšsky: Bedwyr; francouzsky: Bédoier, také řečený Bedevere) je rytíř kulatého stolu, který vrátil Excalibur Paní z jezera. Sloužil jako Artušův maršál a často se vyskytuje v legendách spolu se sirem Kayem. Sir Lucan byl jeho bratrem, sir Griflet jeho bratrancem. Podle Velšanů měl syna Amrena a dceru jménem Eneuawc. Bedivere, po Kayovi a Gawainovi, první osoba spřátelená s králem Artušem. Jeho jméno je velšsky Bedwyr Bedrydant (Bedivere Čisté síly). Je popisován jako jednoruký, přesto skvělý válečník.

## Velšská literatura: Bedwyr
On a sir Kay byli dva z šesti rytířů vybraných pro doprovod Culhwche při jeho hledání Mabinogionu, což vypraví milostný román Culhwch a Olwen, a ačkoli byl jednorukým, žádný ze tří válečníků v bitvě nebyl v zabíjení rychlejší než on. V Životě sv. Cadoka se Artušem a sirem Kayem účastní při jednání s králem království Gwynllwg Gwynllywem o únosu sv. Gwladys ze dvora jejího otce v království Brycheiniog. Protože se Bedivere objevil v nejstarších artušovských materiálech, spekuluje se jaké měl ve skutečnosti postavení.

## Anglická literatura: Bedivere
Bedivere je jedním z loajálních spojenců krále Artuše v Historia Regum Britanniae, kterou napsal Geoffrey z Monmouthu, a udržel si tuto pozici i v mnohem pozdější artušovské literatuře. Bedivere pomohl Artušovi a Kayovi v boji s Obrem z Hory sv. Michaela a připojil se k Artušově válce proti římskému císaři Luciu Tiberiovi. V několika anglických verzích Artušovy smrti, kupříkladu v Maloryho Le Morte d'Arthur, byli Bedivere a Artuš mezi těmi z mála, kteří přežili bitvu u Camlannu. Po bitvě požádal smrtelně raněný král Artuš Bedivera, aby vrátil Excalibur Paní z jezera. Bedivere se poté stal poustevníkem a zůstal jím až do konce života.